# Communauté de communes des Hauts Tolosans
Die Communauté de communes des Hauts Tolosans (inoffiziell: Communauté de communes Hauts Tolosans) ist ein französischer Gemeindeverband mit der Rechtsform einer Communauté de communes im Département Haute-Garonne in der Region Okzitanien. Sie wurde am 5. Dezember 2016 gegründet und umfasst 29 Gemeinden. Der Verwaltungssitz befindet sich im Ort Grenade.

## Historische Entwicklung
Der Gemeindeverband entstand mit Wirkung vom 1. Januar 2017 durch die Fusion der Vorgängerorganisationen
- Communauté de communes des Coteaux de Cadours und
- Communauté de communes de Save et Garonne.

Bis 2018 trug der Gemeindeverband den Namen Communauté de communes Save Garonne et Coteaux de Cadours.

## Mitgliedsgemeinden
| Gemeinde                                  | Einwohner 1. Januar 2022 | Fläche km² | Dichte Einw./km² | Code INSEE | Postleitzahl |
| ----------------------------------------- | ------------------------ | ---------- | ---------------- | ---------- | ------------ |
| Bellegarde-Sainte-Marie                   | 203                      | 11,66      | 17               | 31061      | 31530        |
| Bellesserre                               | 110                      | 3,39       | 32               | 31062      | 31480        |
| Bretx                                     | 666                      | 8,41       | 79               | 31089      | 31530        |
| Brignemont                                | 367                      | 21,96      | 17               | 31090      | 31480        |
| Cabanac-Séguenville                       | 187                      | 10,18      | 18               | 31096      | 31480        |
| Cadours                                   | 1.134                    | 10,58      | 107              | 31098      | 31480        |
| Caubiac                                   | 440                      | 7,99       | 55               | 31126      | 31480        |
| Cox                                       | 365                      | 4,07       | 90               | 31156      | 31480        |
| Daux                                      | 2.575                    | 16,88      | 153              | 31160      | 31700        |
| Drudas                                    | 199                      | 11,17      | 18               | 31164      | 31480        |
| Garac                                     | 167                      | 6,05       | 28               | 31209      | 31480        |
| Grenade                                   | 9.039                    | 37,01      | 244              | 31232      | 31330        |
| Lagraulet-Saint-Nicolas                   | 283                      | 16,11      | 18               | 31265      | 31480        |
| Laréole                                   | 159                      | 8,88       | 18               | 31275      | 31480        |
| Larra                                     | 2.249                    | 16,36      | 137              | 31592      | 31330        |
| Launac                                    | 1.305                    | 22,32      | 58               | 31281      | 31330        |
| Le Burgaud                                | 937                      | 24,18      | 39               | 31093      | 31330        |
| Le Castéra                                | 797                      | 16,71      | 48               | 31120      | 31530        |
| Le Grès                                   | 464                      | 8,13       | 57               | 31234      | 31480        |
| Menville                                  | 799                      | 5,07       | 158              | 31338      | 31530        |
| Merville                                  | 6.640                    | 30,68      | 216              | 31341      | 31330        |
| Montaigut-sur-Save                        | 1.946                    | 12,65      | 154              | 31356      | 31530        |
| Ondes                                     | 815                      | 6,57       | 124              | 31403      | 31330        |
| Pelleport                                 | 542                      | 10,38      | 52               | 31413      | 31480        |
| Puysségur                                 | 138                      | 5,44       | 25               | 31444      | 31480        |
| Saint-Cézert                              | 443                      | 8,94       | 50               | 31473      | 31330        |
| Saint-Paul-sur-Save                       | 1.749                    | 5,07       | 345              | 31507      | 31530        |
| Thil                                      | 1.121                    | 23,68      | 47               | 31553      | 31530        |
| Vignaux                                   | 157                      | 4,04       | 39               | 31577      | 31480        |
| Communauté de communes des Hauts Tolosans | 35.996                   | 374,56     | 96               | –          | –            |